# Mai 2006
Portal Geschichte | Portal Biografien | Aktuelle Ereignisse | Jahreskalender | Tagesartikel

◄ |
20. Jahrhundert |
21. Jahrhundert

◄ |
1970er |
1980er |
1990er |
2000er
| 2010er | 2020er | 2030er | ►

◄ |
2002 |
2003 |
2004 |
2005 |
2006
| 2007 | 2008 | 2009 | 2010 | ►

◄ |
Februar 2006 |
März 2006 |
April 2006 |
Mai 2006 |
Juni 2006 |
Juli 2006 |
August 2006 |
►
Dieser Artikel behandelt tagesbezogene Nachrichten und Ereignisse im Mai 2006.

## Tagesgeschehen

### Montag, 1. Mai 2006
- Brüssel/Belgien: Zwei Jahre nach der Erweiterung der EU auf 25 Mitgliedstaaten haben sich die Befürchtungen über eine massive Verlagerung von Arbeitsplätzen aus den alten in neue EU-Staaten nach Einschätzung der EU-Kommission nicht bestätigt.
- La Paz/Bolivien: Präsident Evo Morales erlässt ein Dekret zur Verstaatlichung der nationalen Öl- und Gasindustrie.

### Dienstag, 2. Mai 2006
- Irak: Die beiden deutschen Ingenieure René Bräunlich und Thomas Nitzschke werden nach 14 Wochen Geiselhaft freigelassen. In ersten Interviews äußern sie, die Entführer hätten sie relativ anständig behandelt.

### Mittwoch, 3. Mai 2006
- China: Im staatlich kontrollierten Zweig der Katholischen Kirche, der Patriotischen Katholischen Vereinigung, finden ohne Einverständnis des Vatikans zwei Bischofsweihen statt. Damit ist das vor einigen Wochen begonnene „Tauwetter“ vorerst zu Ende. Der Großteil der Katholiken ist allerdings mit der Untergrundkirche verbunden. Papst Benedikt XVI. nennt das Vorgehen Chinas eine „schwere Verletzung der Religionsfreiheit“.[1]
- Fidschi, Tonga: Im Pazifik wird ein starkes Seebeben der Magnitude 8,0 registriert, das bis Neuseeland zu spüren ist. Die anfänglich herausgegebene Tsunami-Warnung wird später zurückgenommen.
- Hamburg, Wolfsburg/Deutschland: Bereits im Vorfeld der Volkswagen-Hauptversammlung wird der Vertrag des Vorstandsvorsitzenden Bernd Pischetsrieder vorzeitig bis 2012 verlängert. Daraufhin kündigte er umfassende Sanierungsmaßnahmen an.
- Rom/Italien: Nach seiner von ihm lange Zeit nicht akzeptierten Wahlniederlage reicht Silvio Berlusconi offiziell seinen Rücktritt als italienischer Ministerpräsident ein.
- Wien/Österreich: Die Europäische Union und die USA führen im derzeitigen Vorsitzland intensive Beratungen über transatlantische Rechtsfragen (siehe Eurojust). Im Juni soll sich ein spezieller EU-Gipfel den Themenkreisen „Kooperation in der Justiz“ und „Gemeinsame Terrorbekämpfung“ widmen, in den auch die vier künftigen Vorsitzländer Finnland, Deutschland, Portugal und Slowenien eingebunden sind.

### Donnerstag, 4. Mai 2006

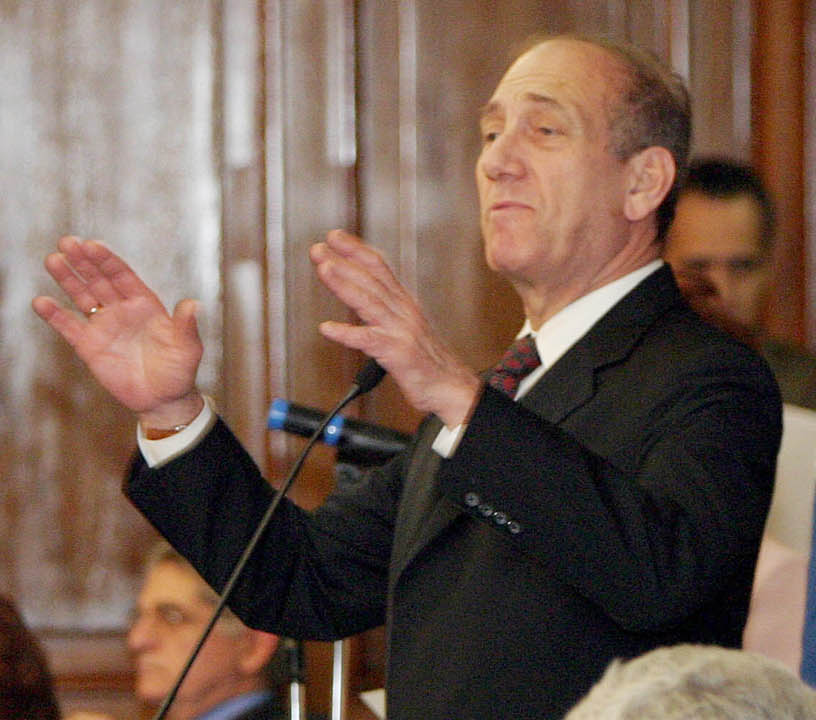
Ehud Olmert

- Jerusalem/Israel: Das Parlament stimmt über die neue Regierung Ehud Olmert ab, die 24 Minister umfasst. Da die Koalition 67 der 120 Mandate hält, werden Überraschungen ausgeschlossen.
- Rom/Italien: Staatspräsident Ciampi (85) verzichtet auf eine zweite Amtszeit. Damit wird erst sein Mitte Mai zu wählender Nachfolger dem designierten Premierminister Romano Prodi den Regierungsauftrag erteilen können.
- Wien/Österreich: Unter österreichischem Ratsvorsitz in der Europäischen Union findet ein Sicherheitsdialog zwischen EU, Russland und den Vereinigten Staaten statt. Vor Ort sind u. a. EU-Justizkommissar Franco Frattini, US-Justizminister Alberto Gonzales, US-Heimatschutzminister Michael Chertoff und der russische Präsidentenberater Viktor Iwanow. Die Hauptthemen des Gipfeltreffens sind die Bekämpfung von Terrorismus und Organisierter Kriminalität, des Drogen- und Menschenhandels und der illegalen Migration, sowie die Menschenrechtslage im US-Gefangenenlager Guantanamo Bay. Für 2007 ist ein erstes formelles Ministertreffen geplant, dafür seien Empfehlungen auf Expertenebene auszuarbeiten.[2]

### Freitag, 5. Mai 2006
- Berlin/Deutschland: Der anvisierte Ausgabepreis der Aktien der Fluggesellschaft Air Berlin wird entscheidend gesenkt, nachdem der für heute geplante Börsengang auf den 11. Mai verschoben wurde.
- London/Vereinigtes Königreich: Premierminister Tony Blair bildet sein Kabinett um, da die Labour Party starke Verluste bei der jüngsten Kommunalwahl hinnehmen musste. Dabei entlässt er Innenminister Charles Clarke und Außenminister Jack Straw.

### Samstag, 6. Mai 2006

Bayern München ist zum 20. Mal Deutscher Fußballmeister

- Kaiserslautern/Deutschland: Am 33. Spieltag der Bundesliga-Saison 2005/06 genügt dem FC Bayern München ein 1:1 beim 1. FC Kaiserslautern, um sich zum 20. Mal den Titel als Deutscher Fußballmeister zu sichern.[3]
- London/Vereinigtes Königreich: Als Reaktion auf die Wahlniederlage verfügt Premierminister Tony Blair eine radikale Regierungsumbildung. Insgesamt werden 13 Regierungs- und Parteiposten umbesetzt. Innenminister Charles Clarke wird wegen eines Skandals um unterlassene Abschiebungen straffälliger Ausländer entlassen, Außenminister Jack Straw der neue Labour-Fraktionschef im Parlament. Zahlreiche Labour-Abgeordnete fordern von Blair eine baldige „geordnete Machtübergabe“.[4]
- Vereinigtes Königreich: Bei den Kommunalwahlen verliert die regierende Labour Party massiv (- 319 Mandate) und rutscht mit nur noch 26 % auf den dritten Platz ab. Die Tories (Konservative) unter ihrem neuen Parteichef David Cameron erreichen 40 % der Stimmen (+ 316 Mandate), die Liberalen legen leicht auf 27 % zu.
- Wien/Österreich: Nach dem 2:1-Sieg gegen Wacker Innsbruck steht der FK Austria Wien vorzeitig als Österreichischer Fußballmeister 2006 fest.[5]

### Sonntag, 7. Mai 2006
- Sonnensystem: Die ESA-Raumsonde Venus Express erreicht ihre endgültige Umlaufbahn um die Venus, die zwischen 250 km und 66.000 km Höhe über die Venuspole verläuft. Die im November 2005 gestattete Sonde ist am 11. April in eine sehr exzentrische Umlaufbahn eingeschwenkt (400 km bis 350.000 km) und schrittweise abgesenkt worden. Sie erforscht die Venus erstmals im infraroten Licht.

### Dienstag, 9. Mai 2006
- Wien/Österreich: Im Ernst-Happel-Stadion gewinnt Titelverteidiger Austria Wien gegen den SV Mattersburg das ÖFB-Cupendspiel mit 3:0.

### Mittwoch, 10. Mai 2006
- Eindhoven/Niederlande: Der FC Sevilla gewinnt durch einen 4:0-Finalsieg gegen den Middlesbrough FC den Fußball-UEFA-Cup.[6]
- München/Deutschland: Die Ursache des Einsturzes der Eislauf- und Schwimmhalle Bad Reichenhall am 2. Januar ist geklärt. Der verwendete Leim war nicht für die auftretende Feuchtigkeit geeignet. Der TÜV macht darauf aufmerksam, dass jede zweite Halle in Deutschland Mängel aufweist, und empfiehlt die umfassende Bestandsaufnahme aller etwa 40.000 Hallen des Landes.[7]
- Rom/Italien: Im vierten Wahlgang wird Giorgio Napolitano zum 11. italienischen Staatspräsidenten gewählt. Bei den vorangegangenen drei Wahlgängen scheiterte die neue Mitte-links-Mehrheit im Parlament an der Zwei-Drittel-Klausel, ebenso wie der Kandidat der noch amtierenden Mitte-rechts-Regierung. Napolitano ist Parlamentspräsident und langjähriger KP-Abgeordneter; sein Vorgänger Ciampi hatte Ende April auf eine zweite Amtsperiode verzichtet.
- Wien/Österreich: Der viertägige Alternativengipfel zahlreicher NGOs aus Anlass des EU-Lateinamerika-Gipfels beginnt. Es geht vor allem um eine menschlichere Entwicklung des Subkontinents Lateinamerika.[8]

### Donnerstag, 11. Mai 2006

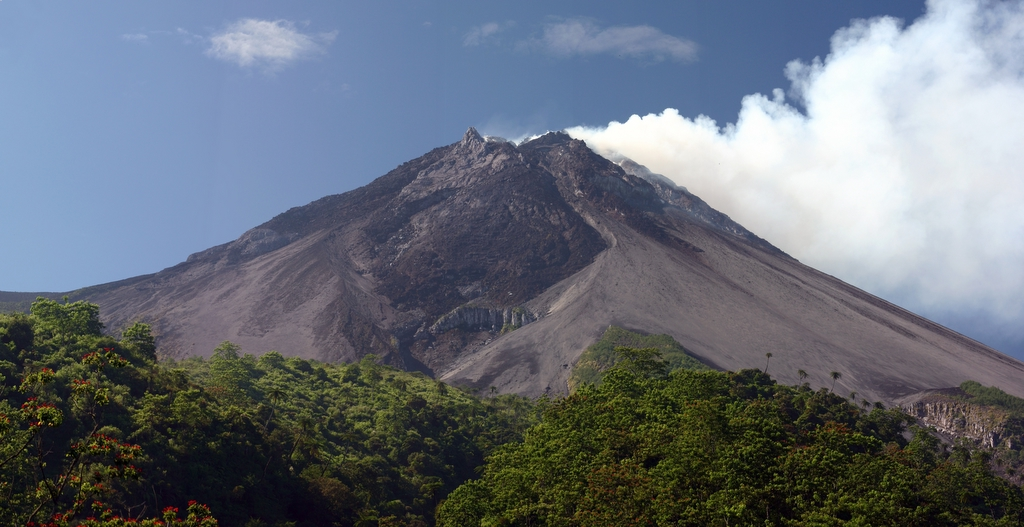
Der Vulkan Merapi

- Java/Indonesien: Der Vulkan Merapi unweit der Stadt Yogyakarta steht vor einem großen Ausbruch. Etwa 17.000 Menschen – die Hälfte der umgebenden Bevölkerung – müssen evakuiert werden. Das sagt Vizepräsident Yusuf Kalla, der auch Chef des Katastrophenschutzes ist, nach einem Besuch in der Region und einem Helikopterflug über den brodelnden Krater und die 600 m hohen Rauchwolken. Erste Lavaströme ergießen sich bereits 1500 Meter tief die Bergflanken hinab. Der Merapi zählt unter den 130 aktiven Vulkanen der Erde zu jenen, die am häufigsten ausbrechen. Beim letzten großen Ausbruch 1994 kamen 64 Personen ums Leben.[9]
- Wien/Österreich: Am Rande des EU-Lateinamerika-Gipfels in Wien ruft der bolivianische Präsident Evo Morales Europas Politiker auf, „die dunkle Geschichte aufzuarbeiten“, die mit der Kolonisierung Amerikas und der Entrechtung der indigenen Völker verknüpft ist. Morales verteidigt außerdem die Erdgas-Verstaatlichung in Bolivien und beschuldigt ausländische Konzerne, illegale Verträge mit früheren Regierungen abgeschlossen zu haben. Der ehemalige Koka-Bauer spricht sich für eine staatlich kontrollierte Koka-Produktion aus. Die EU-Ratsvorsitzende Ursula Plassnik fordert Rechtssicherheit für Investoren.[10]

### Freitag, 12. Mai 2006

Talsperre Leibis/Lichte

Die Staaten des Mercosur

- Berlin/Deutschland: Bei der 56. Verleihung des Deutschen Filmpreises wird Das Leben der Anderen von Regisseur Florian Henckel von Donnersmarck als bester Film prämiert.[11]
- China: Mit der Baidupedia (Baidu Baike) startet der Suchmaschinenbetreiber Baidu eine chinesische Variante der Wikipedia, welche in China seit Oktober 2005 gesperrt ist. Beiträge in der ebenfalls offenen Baidupedia unterliegen der Zensur und Baidu ist Inhaberin des Urheberrechts am eingepflegten Content.[12]
- Unterweißbach/Deutschland: In Ostthüringen wird zur Verbesserung der Trinkwasserversorgung die Talsperre Leibis/Lichte eingeweiht. Sie weist die zweithöchste Staumauer in Deutschland auf und dient mit ihrem Vollstau-Volumen von mehr als 32 Millionen m³ auch dem Hochwasserschutz.[13]
- Wien/Österreich: Der EU-Lateinamerika-Gipfel 2006 erreicht heute mit multilateralen Treffen von 60 Regierungschefs der EU, Südamerikas und der Karibik seinen Höhepunkt. Die Spitzenpolitiker nehmen neben dem Plenum an drei Subtreffen teil, wo auch die Mercosur-Verträge beraten werden. Parallel läuft der Alternativengipfel.

### Samstag, 13. Mai 2006

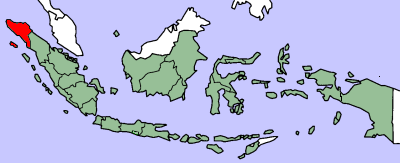
Lage von Aceh in Indonesien

- Aceh/Indonesien: Die Nordprovinz Aceh der größten Insel Indonesiens wird erneut von einem Erdbeben heimgesucht. Gravierende Schäden werden zwar nicht festgestellt, doch bricht in Erinnerung an das schwere Seebeben vom Dezember 2004 an vielen Orten eine Panik unter der Bevölkerung aus.
- Basel/Schweiz: Der FC Zürich wird durch einen 2:1-Sieg beim Spitzenreiter FC Basel überraschend Schweizer Fussballmeister 2006.
- Bolivien, Venezuela: Die Linksregierungen der beiden Länder und insbesondere die Verstaatlichungen geraten durch den Wiener EU-Lateinamerika-Gipfel unter starken internationalen Druck. Europa, Brasilien und andere südamerikanische Länder fordern Rechtssicherheit für die Investoren, obwohl auch Sympathie für die Bemühungen zur Armutsbekämpfung geäußert wird.
- Nigeria: An einer wichtigen Pipeline kommt es zu einer schweren Explosion, bei der über 100 Menschen getötet werden.
- Nürnberg/Deutschland: Die neue ICE-Strecke Nürnberg–Ingolstadt wird mit einer Parallelfahrt zweier Züge mit Tempo 300 km/h eröffnet.
- Pasching/Österreich: Der FK Austria Wien ist nun offiziell Österreichischer Fußballmeister 2006.

### Sonntag, 14. Mai 2006

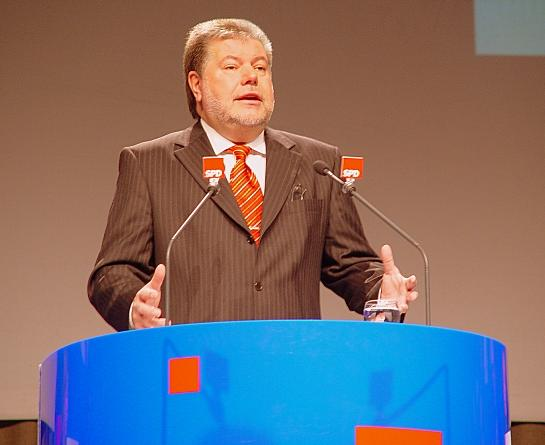
Kurt Beck

- Berlin/Deutschland: Auf dem SPD-Sonderparteitag wird Kurt Beck, der Ministerpräsident von Rheinland-Pfalz, mit 95 % der Delegiertenstimmen zum neuen Parteichef gewählt. Er löst Matthias Platzeck ab, der Anfang April nach mehreren Hörstürzen zurücktrat. Ein Leitantrag über die Koalition mit der CDU/CSU steht zur Diskussion. Die prominenteste Kritikerin Andrea Nahles signalisiert Zustimmung zu den Plänen für eine sogenannte „Reichen- und Unternehmensteuer“.[14][15]
- Darmstadt/Deutschland: Dem gebürtigen Rumänen Oskar Pastior wird von der Deutschen Akademie für Sprache und Dichtung der Georg-Büchner-Preis zugesprochen.

### Montag, 15. Mai 2006

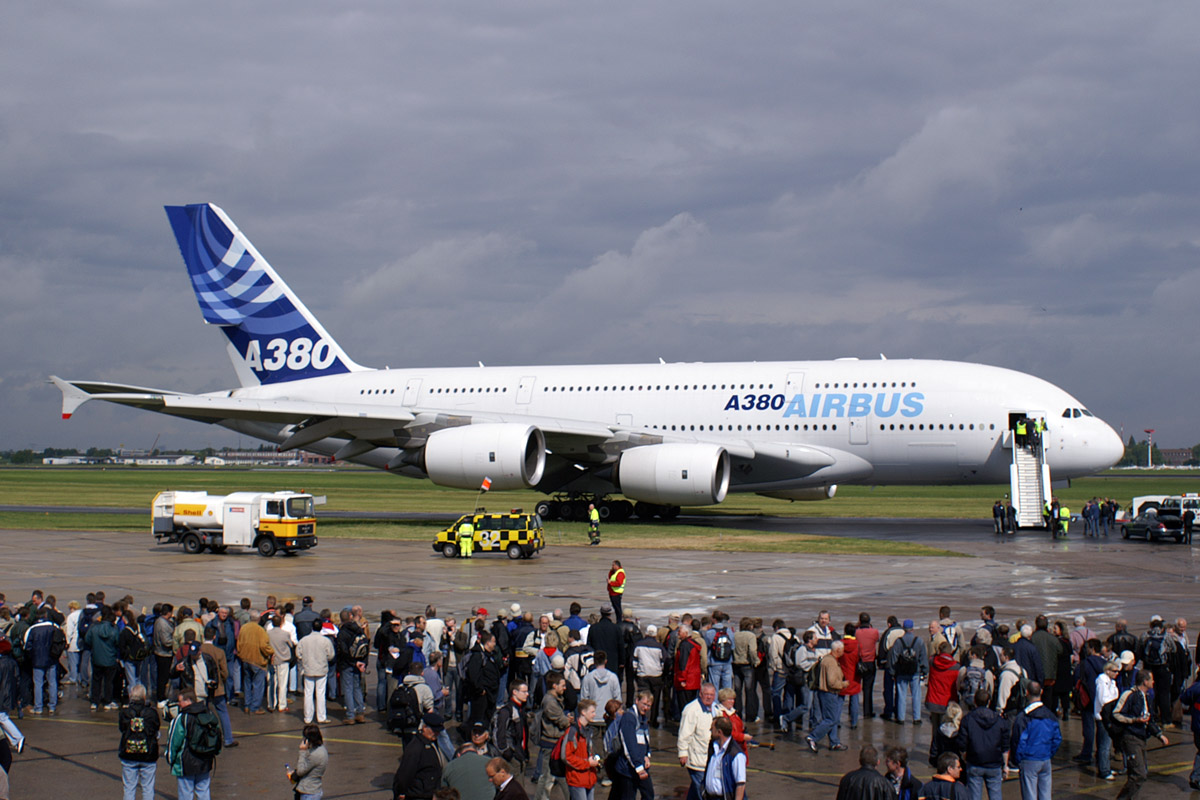
Airbus A380 auf der ILA 2006

- Berlin/Deutschland: Beginn der Internationalen Luft- und Raumfahrtausstellung (ILA) auf dem Flughafen Berlin-Schönefeld (bis 21. Mai). Ein Highlight ist die erste Vorstellung des Airbus A380 für die Öffentlichkeit. Über 300 Flugzeuge werden ausgestellt, obwohl sich Boeing abermals nicht beteiligt.
- London/Vereinigtes Königreich: Michael Ballack gibt seinen Wechsel vom FC Bayern zum FC Chelsea bekannt.
- São Paulo/Brasilien: Eine seit dem 13. Mai anhaltende Anschlagserie der Drogen-Mafia legt das öffentliche Leben São Paulos lahm. Mehr als 80 Tote sind zu beklagen. Geschäfte und Schulen werden geschlossen.
- Rom/Italien: Der neue Staatspräsident Giorgio Napolitano wird vereidigt. Der frühere Senatspräsident erhielt in der Vorwoche im 4. Wahlgang die Stimmenmehrheit des Parlaments. Mit seinem Amtsantritt steht der Beauftragung von Romano Prodi zum neuen Regierungschef nichts mehr entgegen.
- Vereinigte Staaten: Wegen der Aufzeichnung von Millionen Telefondaten seit den Terroranschlägen 2001 kommt der designierte CIA-Direktor Michael V. Hayden unter politischen Druck. Hayden leitete in dieser Zeit die dafür verantwortliche National Security Agency (NSA).[16]

### Dienstag, 16. Mai 2006
- Dresden/Deutschland: Oberbürgermeister Ingolf Roßberg (FDP) wird für 3 Monate vom Dienst suspendiert. Seit Januar 2005 ermittelte die Dresdner Staatsanwaltschaft wegen Untreue und Vorteilsnahme und ließ nun die Anklage zu.[17]
- La Paz/Bolivien: Die vom neuen Staatspräsidenten Evo Morales versprochene Bodenreform läuft an. Eine unlängst veröffentlichte Studie der Katholischen Kirche zeigt, dass 90 Prozent des Grundbesitzes in den Händen einer nur sehr kleinen Gruppe liegen.
- Ljubljana/Slowenien: Die Regierung gibt bekannt, dass Slowenien den Euro am 1. Januar 2007 einführen wird. Seit etwa einem Jahr laufen die Vorbereitungen.

### Mittwoch, 17. Mai 2006
- Berlin/Deutschland: Die Bundeswehr wird ihr Kontingent für die DR Kongo von 500 auf 780 Mann erhöhen. Der Beginn des Einsatzes zur Sicherung der Parlamentswahlen wird auf Ende Juni verschoben.
- Brüssel/Belgien: Die EU-Kommission stuft die Lage der beiden EU-Beitrittsländer Bulgarien und Rumänien als keineswegs zufriedenstellend ein. Die Entscheidung, ob der Beitritt im Januar 2007 oder erst 2008 erfolgen soll, wird auf Oktober 2006 vertagt. Ende April verlautete inoffiziell, dass der 1. Juli 2007 erwogen werde, um das Gesicht beider Seiten zu wahren.
- Brüssel/Belgien: Die EU-Kommission veranlasst in ihrem Kampf gegen den mangelnden Wettbewerb die Durchsuchung der Geschäftsräume der Energiemonopolisten E.ON Ruhrgas und RWE sowie einiger europäischer Konkurrenzunternehmen.
- Cannes/Frankreich: Anlässlich der Eröffnung der 59. Internationalen Filmfestspiele von Cannes wird der Thriller The Da Vinci Code – Sakrileg zum ersten Mal öffentlich aufgeführt.
- Pazifik: das im letzten Jahr verbesserte Tsunami-Warnsystem wird umfassend erprobt, insbesondere jene Teile, die der regionalen und lokalen Alarmierung dienen.
- Saint-Denis/Frankreich: Der FC Barcelona schlägt den Arsenal FC aus London im Finale der UEFA Champions League mit 2:1. Das Spiel findet vor rund 78.000 Zuschauern im Stade de France statt.[18]

### Donnerstag, 18. Mai 2006
- Afghanistan: Bei Selbstmordanschlägen der afghanischen Taliban sterben über 83 Menschen.
- Kathmandu/Nepal: Der Staat wird per Abstimmung im Parlament säkularisiert. Das hinduistische Königreich ist Geschichte.[19]
- Messina/Italien: Das begonnene Brückenprojekt über die Straße von Messina soll gestoppt werden, weil es ökonomisch keinen Vorteil bringe.
- Podgorica/Serbien und Montenegro: In der Hauptstadt Montenegros finden Demonstrationen anlässlich der Volksabstimmung über die Unabhängigkeit von Serbien am kommenden Sonntag statt. 70.000 Menschen beteiligen sich an den Demos.
- Rom/Italien: Der neue Ministerpräsident Romano Prodi präsentiert sein Regierungsprogramm im römischen Senat, wo die Mitte-links-Koalition eine hauchdünne Mehrheit von zwei Mandaten hat. Er will möglichst bald die 2.000 Soldaten aus dem Irak abziehen, gleichzeitig aber die „historische Allianz mit den USA stärken und bereichern“. Ihr Irakkrieg sei ein „schwerer Fehler“ gewesen, sagte Prodi und löste minutenlange Protestrufe der Opposition um Silvio Berlusconi aus. In der Beschäftigungspolitik will Prodi das sog. „Biagi-Gesetz“ revidieren, mit dem die Mitte-rechts-Regierung Berlusconis den Arbeitsmarkt flexibilisierte.[20]
- Vereinigte Staaten: Ein Bundesgericht der Vereinigten Staaten weist die Klage des von der CIA entführten Deutsch-Libanesen Khaled el-Masri ab.
- Wien/Österreich: Der ORF-Journalist Armin Wolf wurde am Mittwoch mit dem Robert-Hochner-Preis ausgezeichnet und kritisierte in seiner anschließenden Rede die ORF-Führung heftig, die seit Jahren durch die Regierung beeinflusst werde.[21]

### Freitag, 19. Mai 2006

Umsatzsteuersätze in Deutschland seit Einführung der Mehrwertsteuer

- Afghanistan: In der Nähe von Kandahar gab es bei Kämpfen zwischen Taliban und der Polizei (unterstützt von US-Soldaten) über 100 Tote.

- Berlin/Deutschland: Die Mitglieder des Bundestages beschließen die Anhebung der Mehrwertsteuer von 16 auf 19 % zum 1. Januar 2007. Dies ist somit die größte Steuererhöhung in der Geschichte der Bundesrepublik Deutschland.
- Deutschland: Die Gewerkschaft Ver.di einigt sich mit den Bundesländern nach dreimonatigem Arbeitskampf auf einen neuen Tarifvertrag für die Beschäftigten des Öffentlichen Dienstes.
- New York/Vereinigte Staaten: Die Kommission gegen Folter der Vereinten Nationen fordert die USA auf, das Gefangenenlager im kubanischen Guantanamo und andere so genannte „Geheimgefängnisse“ zu schließen.
- Paris/Frankreich: Das 50. Finale der UEFA Champions League gewinnt der FC Barcelona mit 2:1 zum zweiten Mal. Zwar erzielte der FC Arsenal bald das Führungstor, doch konnten die Katalanen in der Schlussphase 2× punkten (Minute 76 und 80). Im ausverkauften Stadion in Saint-Denis (80.000 Zuschauer) saß auch Spaniens Königspaar. Am Schwarzmarkt kosteten die Karten zuletzt bis 3000 Euro.
- Barcelona/Spanien: Nach dem Spiel gab es schwere Ausschreitungen mit 29 Festnahmen von Rowdys und Plünderungen von Kaufhäusern. Auf den Ramblas feierten 125.000 Spanier den Sieg ihrer Mannschaft.
- Wien/Österreich: Im Rahmen des EU-Ratsvorsitzes von Österreich findet in der Hofburg ein internationaler Kongress zum Dialog der Kulturen und Religionen statt. In diesem Zusammenhang wird Innenministerin Liese Prokop kritisiert, die eine Studie vorstellt, nach der 45 % der Moslems integrationsunwillig seien. Vertreter des Islam meinen, dieser Anteil läge unter 10 Prozent.

### Samstag, 20. Mai 2006

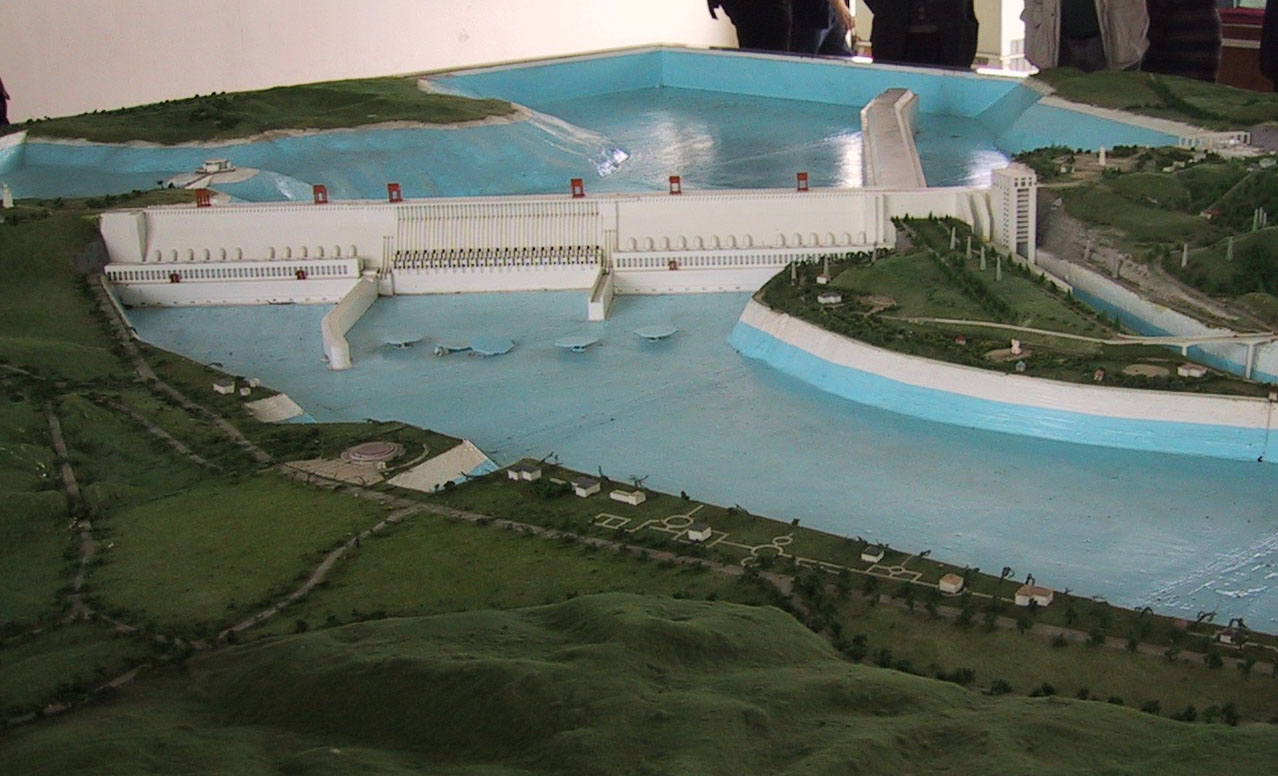
Modell der Drei-Schluchten-Talsperre

- Bagdad/Irak: Fünf Monate nach der Parlamentswahl wählen die Abgeordneten die erste permanente Regierung des Landes seit Saddam Husseins Sturz. Ministerpräsident wird der Schiit Nuri al-Maliki, sein Kabinett beteiligt erstmals Sunniten an der Regierung. Dieser Umstand veranlasst Terroristen zu drei schweren Bombenanschlägen, bei denen Dutzende Menschen sterben.[22]
- Eisenstadt/Österreich: Bei einer Tagung der 25 Umweltminister der Europäischen Union wird über Emissionshandel, Stadtökologie und Feinstaub beraten. Der Ratsvorsitzende Josef Pröll spricht sich gegen eine Offenlegung aller Subventionen aus, die nur Missgunst schüren würde. Ein neuentwickelter Autobus mit äußerst niedrigen Emissionen, den die VW-Grundlagenforschung entwickelt hat, wird der Öffentlichkeit vorgestellt und zur Jungfernfahrt eingeladen.[23]
- Gaza/Palästinensische Autonomiegebiete: Milizen der regierenden Hamas und der Fatah verwickeln sich in Machtkämpfe, bei denen es mehrere Verletzte gibt. In Gaza wird der Militärchef der Terrorbewegung Islamischer Dschihad von einer israelischen Rakete getötet. Durch die Weigerung der Hamas, Israel anzuerkennen, bleiben die Palästinenser weiter von Finanzhilfen abgeschnitten und die Armut nimmt zu.
- Sandouping/China: Die Drei-Schluchten-Talsperre am Jangtsekiang ist fertig. Das größte Wasserkraftwerk der Welt soll so viel Strom liefern wie 15 Atomkraftwerke. Tausende Dörfer müssen überflutet und über eine Million Menschen umgesiedelt werden.[24]

### Sonntag, 21. Mai 2006

Serbische Bevölkerung in Serbien und Montenegro

- Kinshasa/DR Kongo: Im größten Binnenstaat Zentralafrikas, für den die EU eine baldige Verstärkung der UNO-Friedenstruppen zugesagt hat, flammt wieder der Bürgerkrieg auf. Am Wochenende starben bei Kämpfen zwischen Rebellen und international unterstützten Regierungstruppen 36 Menschen, unter ihnen auf Seiten der Rebellen auch Kindersoldaten. Das Problem, wie mit bewaffneten Kindern umzugehen ist, schreckt viele Offiziere der Bundeswehr vor einem verstärkten Engagement ab.
- Nikosia/Zypern: Für die heutige Parlamentswahl wird eine leichte Stärkung der Mitte-rechts-Regierung von Premier Papadopulos erwartet, die das Land (zwei Drittel der Insel) 2004 in die EU führte. Es ist die erste Wahl, seit die griechischen Zyprioten mehrheitlich gegen die Vereinigung mit dem türkischen Nordteil stimmten. Eine nächtliche Hochrechnung ergibt, dass das Regierungsbündnis seinen Stimmenanteil auf 69 % steigern konnte.
- Österreich: Der Kärntner Landeshauptmann und BZÖ-Gründer Jörg Haider schlägt seinen früheren Kontrahenten Peter Westenthaler als neuen Parteichef vor. Der vor zwei Jahren zurückgetretene Politiker soll Spitzenkandidat des „dritten Lagers“ sein (nach derzeitigen Umfragen nur 5+3 %), da ihm als einzigem BZÖ-Politiker die Wiedervereinigung mit der FPÖ gelingen könnte.
- Podgorica/Serbien und Montenegro: Zur Annahme der Unabhängigkeit des südwestlich von Serbien gelegenen Montenegros sind auf Empfehlung der EU in einem rechtlich bindenden Referendum, das nur in Montenegro abgehalten wird, eine Wahlbeteiligung von über 50 % sowie mehr als 55 % Ja-Stimmen erforderlich. Beide Bedingungen werden erfüllt. Die Trennung von Serbien ist in Währungs- und Zollfragen bereits Realität, seit Montenegro den Dinar durch den Euro ersetzte, ohne Mitglied des Währungssystems der EU zu sein.[25][26]
- Riga/Lettland: Schweden wird Eishockey-Weltmeister durch einen 4:0-Sieg gegen die Tschechische Republik.[27]

### Montag, 22. Mai 2006
- Brüssel/Belgien: Die Kommission der Europäischen Union und die Fachminister diskutieren die einheitliche Kennzeichnung von Bio-Lebensmitteln und zugehörigen Kontrollen. Einwände kommen u. a. von Deutschland, das Nachteile für seine Erzeugnisse befürchtet, weil die von der EU vorgesehenen Kontrollen weniger streng sind als die Vorschriften des deutschen Gütesiegels. Auch über den höchstzulässigen Anteil von verstreuten Gentechnik-Produkten im biologischen Anbau wird debattiert, vorgeschlagen sind 0,9 Prozent.
- Peking/China: Die deutsche Bundeskanzlerin Angela Merkel betont auf ihrer Reise in die Volksrepublik die Bereitschaft Deutschlands, sich in Fragen der Wirtschaft, der Wissenschaft und des Verkehrswesens enger mit dem Gastgeberland zu vernetzen. Das deutsch-chinesische Handelsvolumen liegt aktuell bei 61 Milliarden Euro pro Jahr.[28]
- Podgorica/Serbien und Montenegro: Der Ministerpräsident von Montenegro Djukanovic verkündet nach einem Referendum über die Loslösung Montenegros die Unabhängigkeit des Landes. Die EU war an einem Fortbestehen der „Staatenunion Serbien und Montenegro“ interessiert. Als erstes sind Verhandlungen über den Status der 10.000 montenegrinischen Studenten in Serbien und über die Serben gehörenden Wochenendhäuser in Montenegro zu führen.
- Vereinigte Staaten: Bei seinem US-Staatsbesuch will Israels Ministerpräsident Ehud Olmert die Zustimmung von Präsident George W. Bush für seinen jüngst verkündeten Trennungsplan von den palästinensischen Autonomiegebieten. Olmert hat den Palästinenser-Präsident Mahmud Abbas (gemäßigte Fatah) zu Verhandlungen eingeladen, will die Trennung aber bei ausbleibendem Verhandlungserfolg auch einseitig durchführen. Die seit kurzem regierende radikal-islamistische Hamas lehnt solche Gespräche und die Anerkennung des Staates Israel ab.

### Dienstag, 23. Mai 2006
- Sudan: Im westlichen Darfur sind erneut Kämpfe ausgebrochen und Vertreibungen der sudanesischen Flüchtlinge nach Tschad im Gange.

### Mittwoch, 24. Mai 2006
- Deutschland: Die Rede von Bundeskanzlerin Angela Merkel vor dem DGB-Kongress wird mit Buhrufen quittiert, als sie die Rente ab 67 verteidigt und einen Mindestlohn von 7,50 Euro „nicht für richtig“ hält. Mehr Effekt für Arbeitsplätze bringe das Kombilohn-Modell für die Problemgruppen am Arbeitsmarkt (unter 25- und über 50-Jährige). Beifall erhält ihre Diskussionsbereitschaft und dass auch sie starke Gewerkschaften wolle. DGB-Chef Michael Sommer dankt für die „offenen Worte“.[29]
- Garmisch-Partenkirchen/Deutschland: Der Braunbär, der letzte Woche bei Weilheim in Oberbayern einige Schafe und Hühner gerissen hat, ist verschwunden, ohne neue Schäden anzurichten. Die Mitarbeiter der Bayerischen Staatsforste sind angewiesen, den Koloss möglichst lebend zu fangen. Der letzte in freier Wildbahn Deutschlands wurde vor 170 Jahren gesichtet. Experten vermuten, dass er nach Tirol zurückgewandert ist. Wie in Bayern wurde auch dort ein Abschuss genehmigt, worüber heftig diskutiert wird. Ministerpräsident Stoiber verteidigt den Entscheid seines Umweltministers Werner Schnappauf, der für Naturschutz-Verbände überzogen und „typisch deutsch“ ist; Schnappauf müsse seine Anordnung zurückziehen. Laut WWF Österreich gehöre der Bär zwar „aus der Region entnommen“, doch ohne Abschuss.[30]
- Gaza/Palästinensische Autonomiegebiete: Die Kämpfe um die Kontrolle der Polizeidienste zwischen der Fatah und der Hamas werden eingestellt. Sie waren ausgebrochen, als die neue Hamas-Regierung 3000 ihrer Polizisten zu Patrouillen nach Gaza schickte.
- Istanbul/Türkei: Auf dem Atatürk-Flughafen der türkischen Metropole löst ein Kurzschluss einen Großbrand aus. In Brand steht der Frachtbereich des Airports; die Rauchsäule ist über der ganzen Stadt zu sehen.[31]
- Saarbrücken/Deutschland: Der 96. Deutsche Katholikentag unter dem Motto „Gerechtigkeit vor Gottes Angesicht“ beginnt.
- Thailand: Im Norden des Landes herrscht Hochwasser, bei dem bereits über 100 Siamesen umgekommen sind. Besonders stark ist die Region Uttaradit betroffen, wo zahlreiche Muren und Erdrutsche abgingen. Ursache der meterhohen Überschwemmungen ist der heuer sehr früh einsetzende Monsunregen; die Warnungen der Behörden wurden von den Bewohnern nicht genügend ernst genommen.

### Donnerstag, 25. Mai 2006

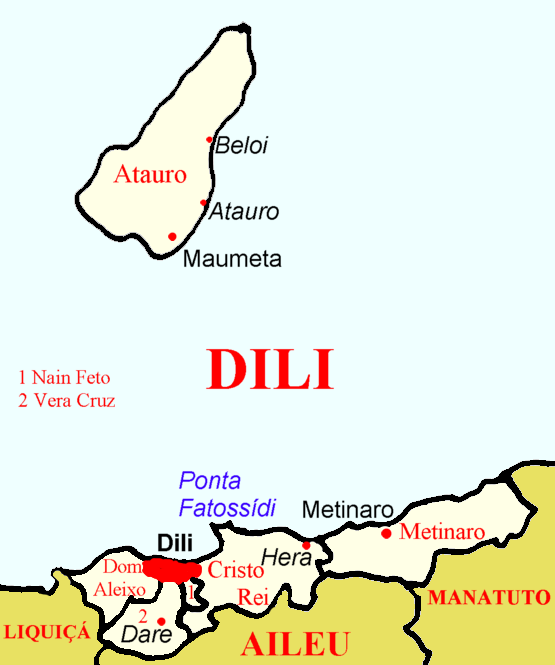
Dili im gleichnamigen Distrikt

- Bayern/Deutschland, Tirol/Österreich: Der auffällige Braunbär hat sich von Oberbayern nach Tirol abgesetzt. Es werden Käfige konstruiert, um ihn unverletzt fangen zu können.
- Brasilien: Beim Staatsbesuch von Frankreichs Präsident Jacques Chirac werden eine Reihe bilateraler Abkommen unterzeichnet und eine Absichtserklärung zur Förderung von Biokraftstoffen. Im Gefolge des Wiener EU-Lateinamerika-Gipfels wirft Chirac und sein Gastgeber Lula da Silva den USA vor, die Bemühungen zur Liberalisierung des Welthandels zu blockieren. Allerdings beharrt in der EU vor allem Frankreich auf umfangreichen Agrarsubventionen, die ärmeren Ländern schaden. Beide Präsidenten loben Boliviens neuen Staatschef Evo Morales und seine Verstaatlichung der Erdgasvorkommen, die einem „leidenden Volk“ zugutekäme. Auch Unternehmen aus Brasilien und Frankreich sind betroffen, doch wird seit dem EU-Gipfel Mitte Mai über Rechtssicherheit verhandelt.[32]
- Canberra/Australien: Wegen der Unruhen in Dili sendet Australien eine 1.300 Mann starke Hilfstruppe nach Osttimor. Auf Bitte von Außenminister José Ramos-Horta sagen auch Malaysia, Neuseeland und die Exkolonialmacht Portugal Truppen zu. Auslöser der Gewalt war die Entlassung von 600 Soldaten, einem Drittel des gesamten Heeres.
- Wien/Österreich: Bei der Amadeus-Verleihung erhält Semino Rossi seine erste Auszeichnung als bester Künstler in der Kategorie Schlager.

### Freitag, 26. Mai 2006

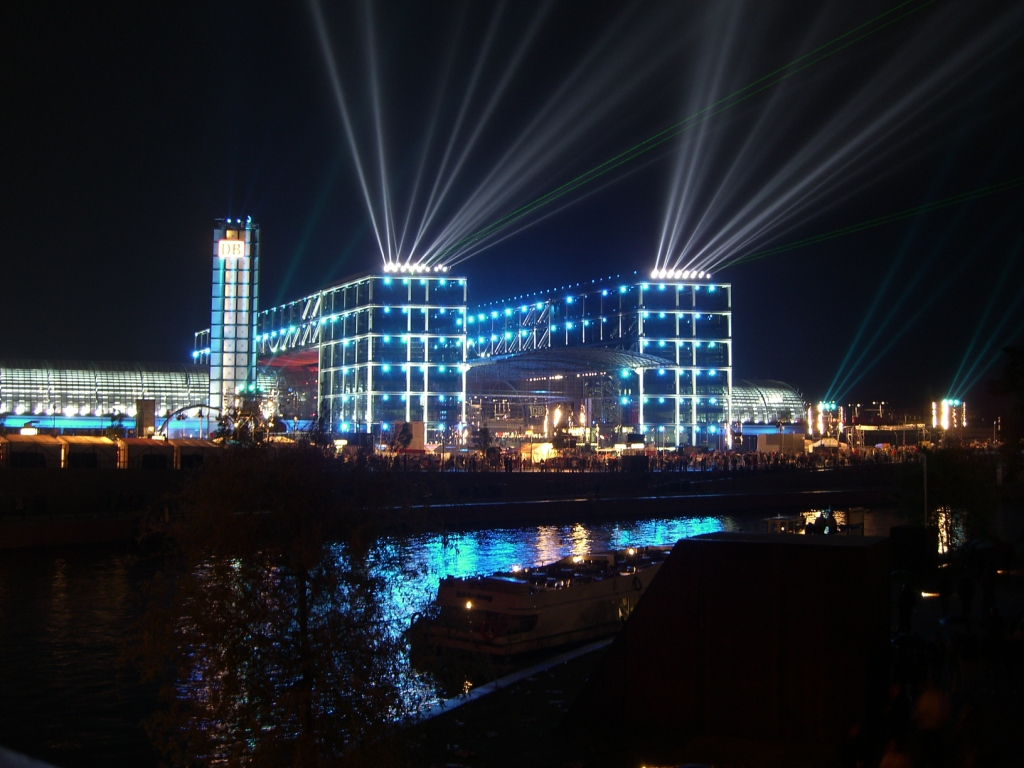
Berlin Hauptbahnhof, feierliche Eröffnung

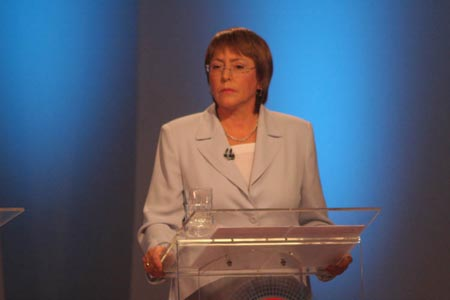
Michelle Bachelet

- Berlin/Deutschland: In der deutschen Hauptstadt wird auf dem Grundstück des alten Lehrter Stadtbahnhofs nach zehnjähriger Bauzeit der neue Hauptbahnhof eröffnet. Täglich werden schätzungsweise 300.000 Reisende auf fünf Ebenen verkehren. Am 28. Mai soll der erste Zug rollen.[33][34]
- Chile: Aus Brasilien kommend, beginnt Frankreichs Staatspräsident Jacques Chirac einen zweitägigen Staatsbesuch in Chile – den ersten seit Charles de Gaulle 1964. Abends trifft er Präsidentin Michelle Bachelet. Chirac wird von Politikern und einer Wirtschaftsdelegation begleitet; in Fortsetzung der Wiener EU-LAC-Gespräche sollen die Handelsbeziehungen intensiviert werden. Chile ist auch am Kauf eines französischen Satelliten interessiert.
- Washington, D.C./Vereinigte Staaten: US-Präsident Bush und der Premier des Vereinigten Königreichs Tony Blair räumen bei ihrem Washingtoner Treffen Fehler in der Irak-Politik ein. Für die Misshandlungen im US-Militärgefängnis Abu Ghraib „werden wir noch lange zahlen müssen“, sagt Bush. Die Entscheidung zum Sturz Saddam Husseins und für Iraks Demokratisierung sei aber richtig gewesen. Die Truppen würden so lange im Irak bleiben, bis das Land selbst für seine Sicherheit sorgen könne. Die Regierungsbildung sei nach 3 schwierigen Jahren ein guter Weg zu Stabilisierung und nationaler Versöhnung. Das ehrgeizige Programm von Ministerpräsident Nuri al-Maliki verdiene Unterstützung – auch von anderen Staaten.[35][36]
- Tirol/Österreich: 60 Bürgerinitiativen aus Deutschland, Österreich und Italien blockieren die Brennerautobahn, wo der Transitverkehr die Bevölkerung zunehmend gefährdet. Der Schadstoffausstoß liegt seit Ablauf des EU-Transitabkommens 2003 immer häufiger über den Grenzwerten. Die Polizei sperrt den Grenzübergang am Brennerpass für 12 Stunden.[37]

### Samstag, 27. Mai 2006
- Moskau/Russland: Die erstmals abgehaltene Schwulen- und Lesbenparade Moscow Pride wird aufgelöst. Mehrere Menschen werden durch Angriffe von rechtsradikalen Menschen verletzt, auch der Parlamentarische Geschäftsführer der Grünen Volker Beck.

### Sonntag, 28. Mai 2006

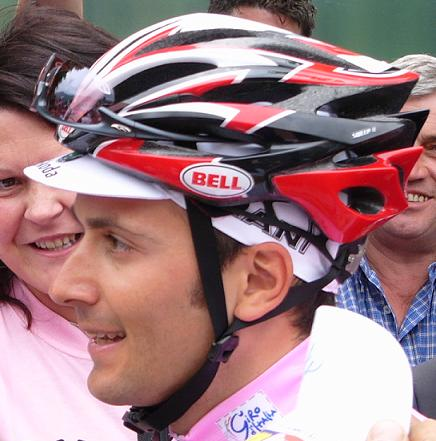
Ivan Basso

- Berlin/Deutschland: Der Hauptbahnhof geht in Betrieb. Gleichzeitig wird der Fernzug-Bahnhof Berlin Zoologischer Garten zum Bahnhof der Bahnhofskategorie 2 herabgestuft.
- Karlsruhe/Deutschland: Die Nordstadtbahn geht in Betrieb.[38]
- Mailand/Italien: Der Gesamtsieg bei der 89. Ausgabe des Rad-Etappenrennens Giro d’Italia geht an Ivan Basso. Es ist sein erster Gesamtsieg bei dieser Rundfahrt, der 64. eines Italieners und der zehnte eines Italieners in Serie.[39]

### Montag, 29. Mai 2006
- Brüssel/Belgien: Die Wirtschaftsminister der Mitgliedstaaten der Europäischen Union einigen auf die neue Dienstleistungs-Richtlinie. Die Richtlinie soll 2008/09 in Kraft treten und auch Gesundheits- und Finanzdienstleistungen umfassen. Das EU-Budget für Atomforschung wird von 1,5 auf 4 Mrd. Euro erhöht. 70 % des Betrags entfallen auf die Entwicklung der Kernfusion.
- Sidoarjo/Indonesien: Ein Schlammvulkan bricht aus und zerstört mehrere Dörfer. Insgesamt werden 13.000 Menschen evakuiert. Wissenschaftler bestätigen Jahre später die Vermutung, dass die Firma Lapindo Brantas das Ereignis durch Erdölbohrungen verursachte.[40]

### Dienstag, 30. Mai 2006
- Yogyakarta/Indonesien: Das Erdbeben auf Zentraljava vom 27. Mai hat mindestens 6000 Tote und 10.000 Verletzte gefordert. Rund 200.000 Menschen sind obdachlos. Die Tätigkeit der internationalen Katastrophenhilfe wird durch heftigen Regen erschwert und wird auf Bitte der Regierung teilweise auf die Errichtung mobiler Kliniken umgelenkt.

### Mittwoch, 31. Mai 2006
- Basra/Irak: Über die Stadt im Südirak wird der Notstand verhängt. Seit der einvernehmlichen Regierungsbildung in Bagdad am 20. Mai nahm die Zahl der Terroranschläge zu.
- Île-de-France/Frankreich: Wieder sind einige Pariser Vororte von Jugendkrawallen betroffen. Die Behörden beugen einer eventuellen Ausweitung auf andere Städte durch erhöhte Kontrollen vor.
- Karlsruhe/Deutschland: Das Bundesverfassungsgericht bestätigt die Schulpflicht aller Kinder höchstgerichtlich und beurteilt die strafrechtliche Sanktionierung bei Nichteinhaltung der Schulpflicht durch religiöse Eltern verfassungsgemäß
- Uri/Schweiz: Ein Felssturz bei Gurtnellen tötet ein deutsches Ehepaar. Der Gotthard-Strassentunnel und die Gotthard-Autobahn bleiben für mehrere Tage gesperrt, was den Reiseverkehr zu Pfingsten stark behindern dürfte. An Steilhängen unweit der Unglücksstelle hatten zuletzt 2003 und 2005 große Felsbrocken die Sicherungsnetze durchschlagen und schwere Schäden angerichtet.
- Wien/Österreich: Die wegen der Vogelgrippe H5N1 verhängte landesweite Stallpflicht für Geflügel ist ab 1. Juli aufgehoben, dies lässt die zuständige Ministerin verlautbaren.[41]

## Weblinks

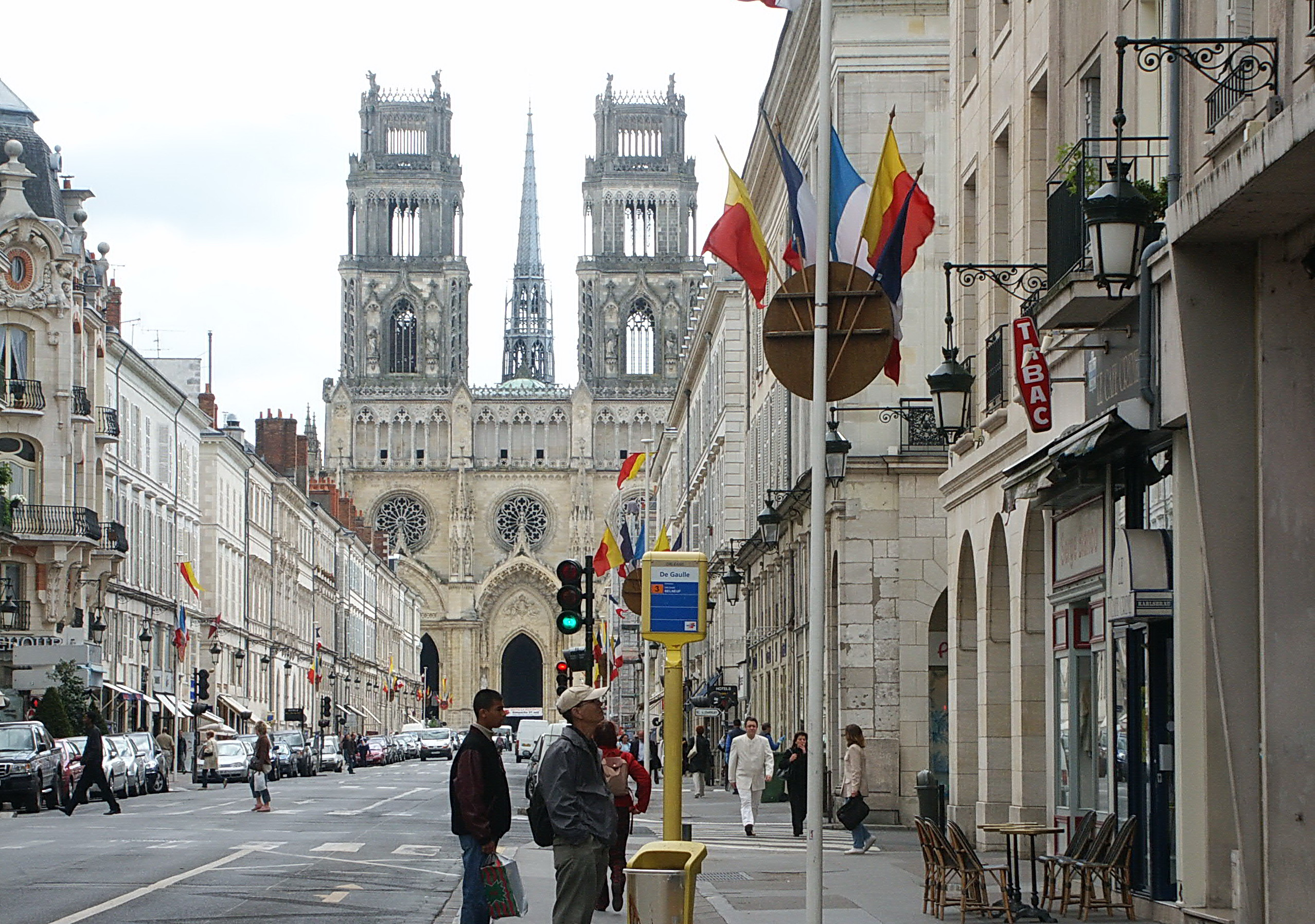
Frankreich im Mai 2006